# 李虞夔
李虞夔（？—1649年），字和廷，山西平陽府平陸縣人，明末政治、軍事人物。

## 生平
李虞夔是萬曆三十七年（1609年）己酉科山西乡试第三名举人，天啟二年（1622年）登進士，刑部观政，三年授大理右評事，七年升兵部职方司主事，崇祯元年升本司郎中，負責犒宣軍隊；四年外任陕西参议，升本省副使。八年起补原职，分守關中。十二年升宁夏道參政，制裁宗藩。十三年升僉都御史，巡撫寧夏，擊敗入侵安定的皇太極入侵，並因功加左副都御史。
北京失陷，李虞夔家居不出。永曆二年（清順治五年，1648年）冬，姜瓖在大同反正，鄉官萬練、王維垣、劉遷等人舉兵響應；李虞夔和兒子李弘乘勢起兵，收復潼關、蒲州、解州。永曆三年（1649年）十二月，清兵到達平陸，山寨失守，李弘跳崖而死，子李文球遭擒殺。李虞夔逃到陝西，躲在女婿王自簡家中，不久被執，不屈而死。